# Chagres et Fort San Lorenzo
Chagres, ancien port de la mer des Caraïbes sur l'isthme de Panama, est aujourd'hui un village abandonné situé sur le site historique du Fort San Lorenzo (en espagnol : Fuerte de San Lorenzo). Les ruines du fort et le site du village sont situés à environ 13 km à l'ouest de Colón, sur un promontoire surplombant l'embouchure du rio Chagres.

Le fort San Lorenzo a été déclaré patrimoine mondial de l'UNESCO en 1980 sous le nom de « Fortifications de la côte caraïbe du Panama », avec les fortifications de la ville de Portobelo. Ils ont constitué le système de défense du commerce transatlantique de la Couronne d'Espagne et constituent un exemple de l’architecture militaire des XVIIe et XVIIIe siècles.

## Historique
En 1502, lors de son quatrième et dernier voyage, Christophe Colomb découvre le rio Chagres.
En 1534, après la conquête du Pérou, la monarchie espagnole établit une « route de l'or » pendant la saison des pluies sur l'isthme de Panama, appelé « Camino Real de Cruces », dont la majeure partie était constituée par le rio Chagres. Le sentier reliait Panama Viejo, port situé sur la côte Pacifique à l'embouchure du rio Chagres, sur la mer des Caraïbes. Les pillages provenant du Pérou se dirigeraient vers l'Espagne à partir de Panama Viejo en traversant l'isthme jusque dans les principaux ports situés sur la mer des Caraïbes comme Nombre de Dios, au début, puis plus tard, Portobelo. La route terrestre de saison sèche, le « Camino Real de Cruces » reliait directement la ville de Panama à ces ports.
Attirés par les trésors, les pirates ont commencé à attaquer les côtes du Panama vers 1560. Pour protéger le terminus côté Caraïbe du Camino Real de Cruces, l'Espagne construit, de 1587 à 1601, le fort San Lorenzo à l'embouchure du rio Chagres. Les plans de la forteresse ont été conçus par l'ingénieur italien Bautista Antonelli. Le fort de San Lorenzo a été érigé au sommet d'un haut récif, dans une position qui domine complètement l'entrée du rio Chagres.
La structure d'origine était celle d'une forteresse avancée, entourée de palissades pleines de terre servant de murailles. Sa valeur défensive réside dans le site qui domine une vaste étendue de mer facilitant la défense de l'embouchure du fleuve. Pour cette raison, il était considéré comme une sentinelle du grand triangle stratégique de l’isthme de Panama.
En 1670, le flibustier Henry Morgan ordonna une attaque qui laisse le fort San Lorenzo en ruine.
Commandés par le capitaine Bradelet les quatre vaisseaux arrivèrent, le 14 décembre 1670, en vue du fort San Lorenzo quatre jours après leur départ de l'île Sainte-Catherine. Ce fort situé à l'embouchure du rio Chagres est bâti sur une montagne haute et large, avec tout autour un escarpement de roches, et accessible seulement du côté de la terre. On y entre par le moyen d'un pont-levis, il y a des casemates qui empêchent l'accès du fossé et des palissades. Il y a en haut plusieurs batteries de canon qui donnent de tous côtés, accompagnées de plusieurs corps de garde. Sur le bord de l'eau, on trouve deux autres batteries couvertes et flanquées à fleur d'eau. Sur le bord de la mer, il y a une tour sur laquelle il y a huit pièces de canon qui défendent l'entrée de la rivière.
Les Espagnols ayant aperçu les vaisseaux, dressèrent le pavillon Royal, et canonnèrent d'une terrible manière. Les Aventuriers allèrent mouiller à un quart de lieue de cette rivière, au port de Naranjas, où ils demeurèrent jusqu'au lendemain matin. Le 15 décembre, après avoir attaqué sans succès le fort, les pirates tirèrent sur le fort avec des flèches enflammées, mettant ainsi le feu à plusieurs maisons et leur permettant de faire une brèche pour rentrer dans le fort et finirent par se rendre maitre du fort grâce aux incendies. Sur les 300 défenseurs, 14 furent faits prisonniers et les pirates eurent 110 morts et 80 blessés.
Quatre jours après la flotte de Morgan arriva au fort San Lorenzo.
Cette prise lui permit de traverser la jungle puis de piller la ville de Panama.
Dans les années 1680, les Espagnols construisirent un nouveau fort à 24 mètres au-dessus de l'eau. Situé sur une falaise surplombant l'entrée du port, le fort était protégé du côté des terres par un fossé sec muni d'un pont-levis. Pendant ce temps, la ville de Chagres a été créée sous la protection du fort.
En 1739 et 1740, l'amiral britannique Edward Vernon attaque les fortifications espagnoles de Portobelo et de Chagres. Avec la destruction du fort de Portobelo, l'Espagne abandonne le commerce pour renforcer ses fortifications à Chagres et, en amont, à Gatun. Avec le déclin de Portobelo, Chagres le surpasse en tant que principal port Atlantique de l'isthme.
Au milieu du XVIIIe siècle, les Espagnols avaient en grande partie abandonné les deux anciens chemins traversant l'isthme, préférant naviguer autour de la pointe de l'Amérique du Sud, au cap Horn. Ainsi, pendant plus d'un siècle, le fort San Lorenzo a été utilisé comme prison.
La découverte de l'or en 1848 en Californie l'embouchure du rio Chagres. Les prospecteurs qui allaient en direction de l'ouest et qui préféraient éviter de traverser le Grand désert américain ou de contourner le cap Horn suivraient l'ancien chemin de la piste du « Camino Real de Cruces », commençant leur voyage transcontinental à Yankee Town ou Yanqui Chagres une ville champignon qui a surgi sur la rive située en face du village de Chagres et de la forteresse.
La renaissance de Chagres fut de courte durée. Bien que l'avènement du service de bateau à vapeur sur le rio Chagres ait, en 1853, réduit le temps requis pour traverser l'isthme de plusieurs jours à environ douze heures, l'achèvement du chemin de fer de Panama en 1855 a encore réduit le temps de trajet transcontinental à environ trois heures. En conséquence, le terminal de la compagnie de chemin de fer de l’Atlantique, Colón, est devenu un port important du Panama ouvert sur l’Atlantique, et Chagres a perdu de son importance.

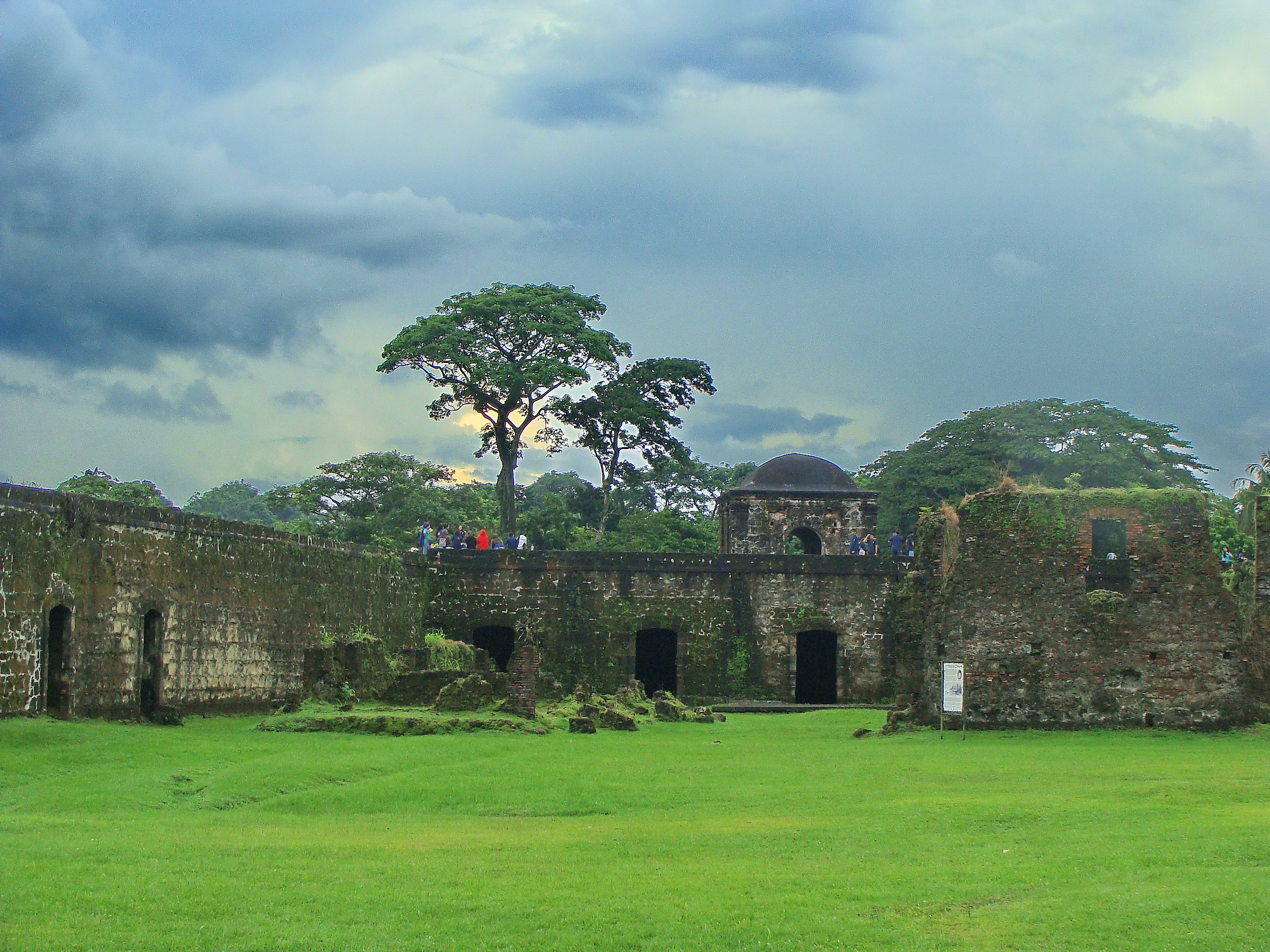
Partie basse du fort
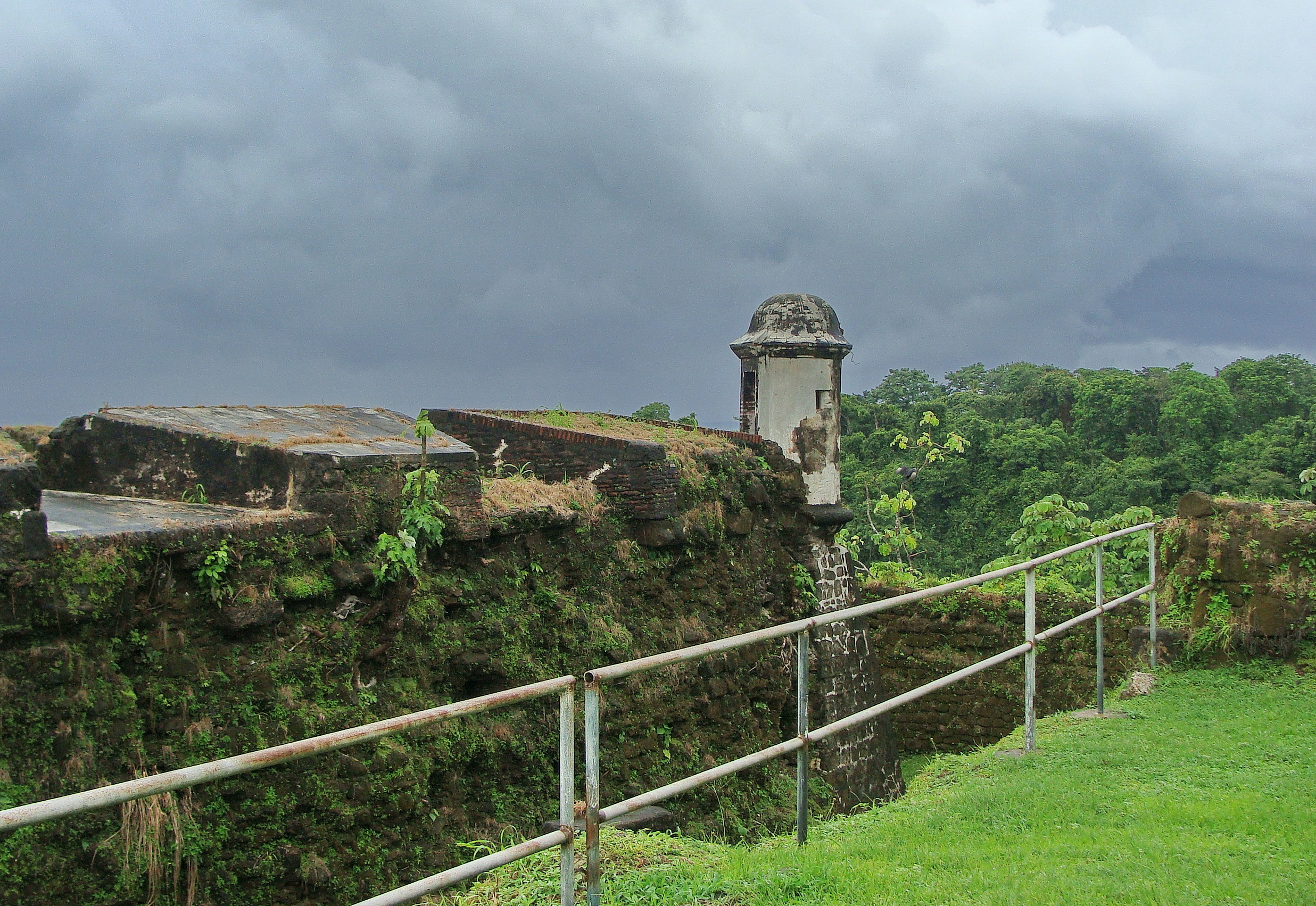
Partie latérale du fort
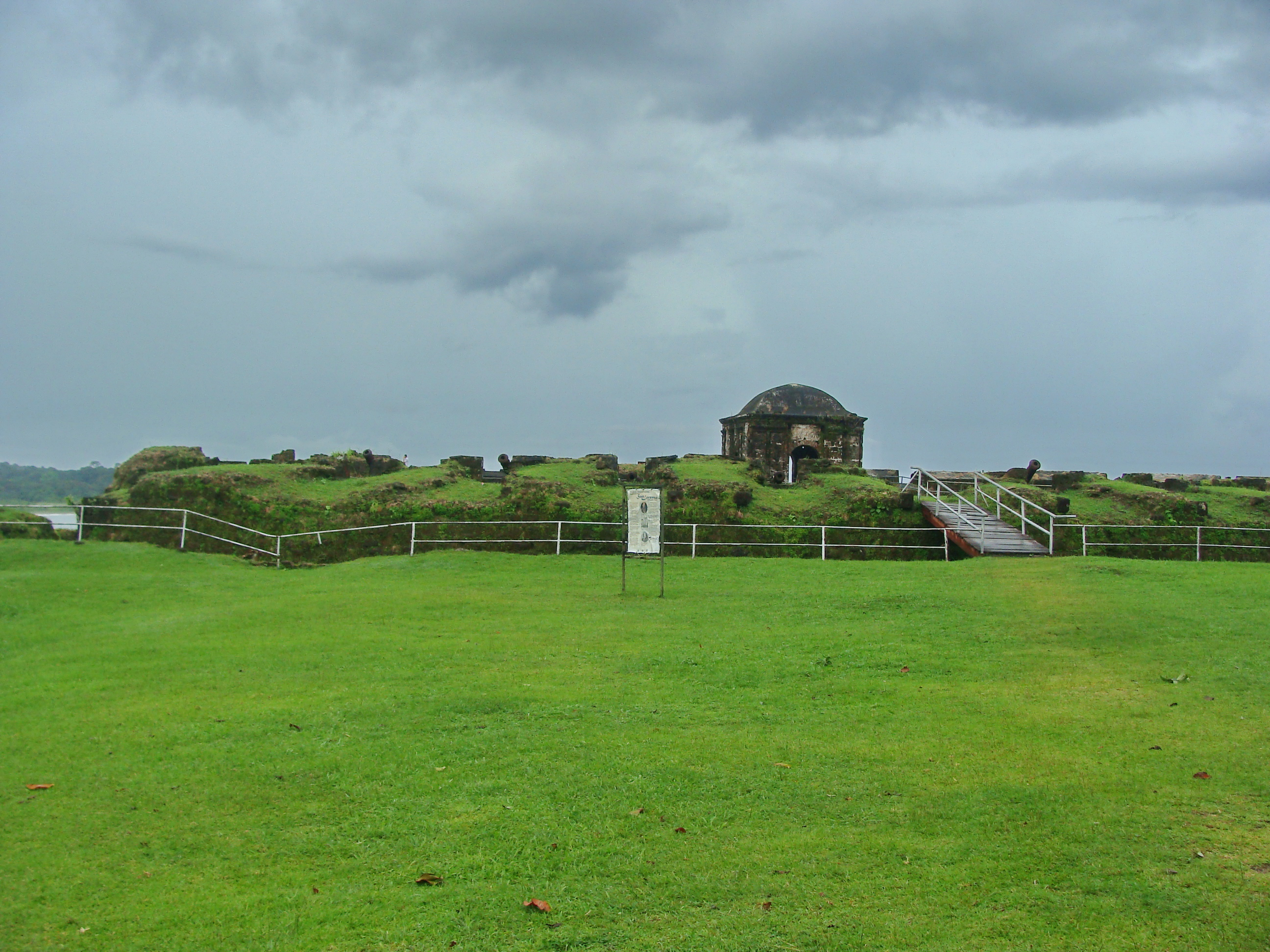
Entrée du fort
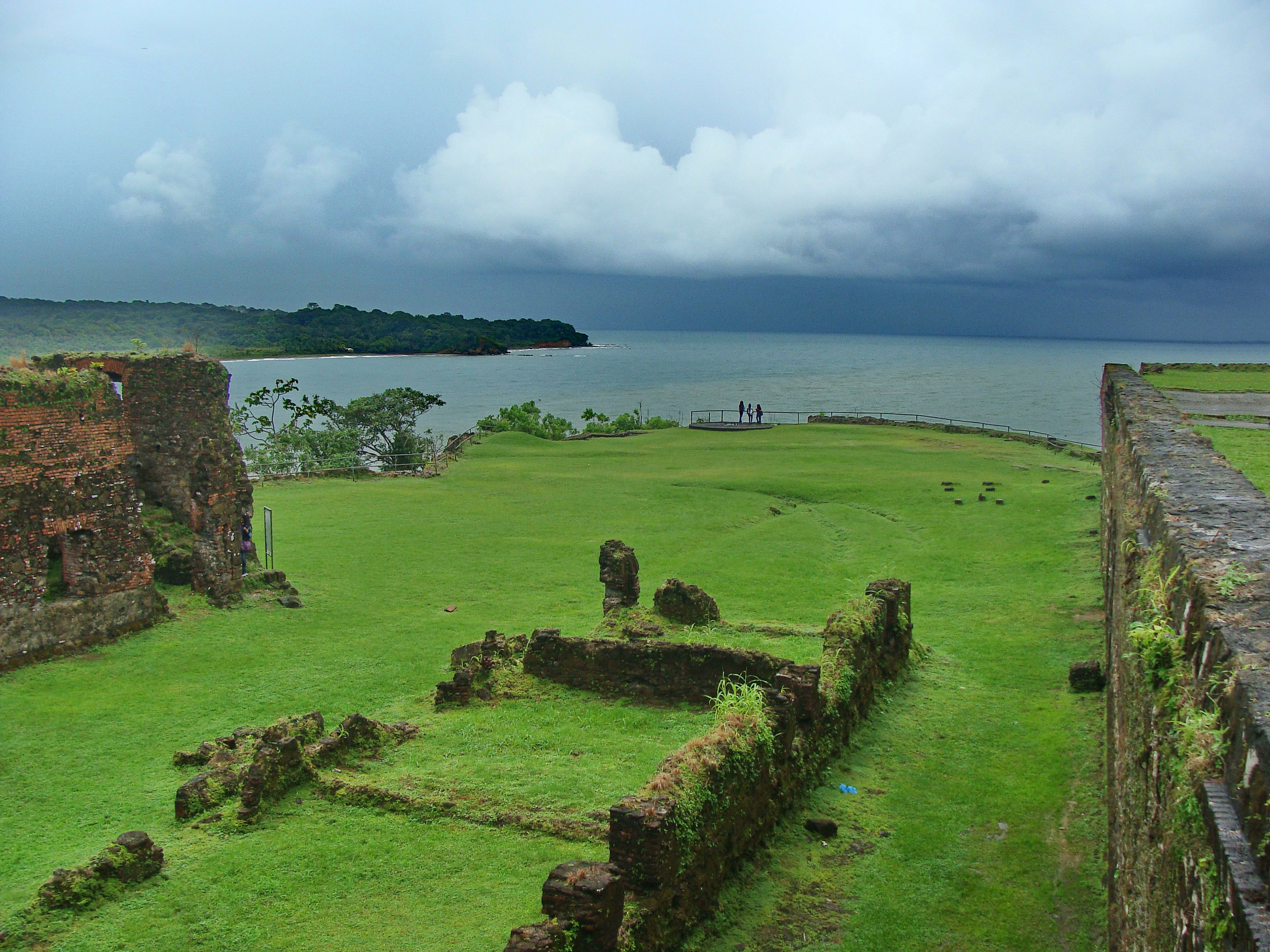
Estuaire du rio Chagres vu du fort
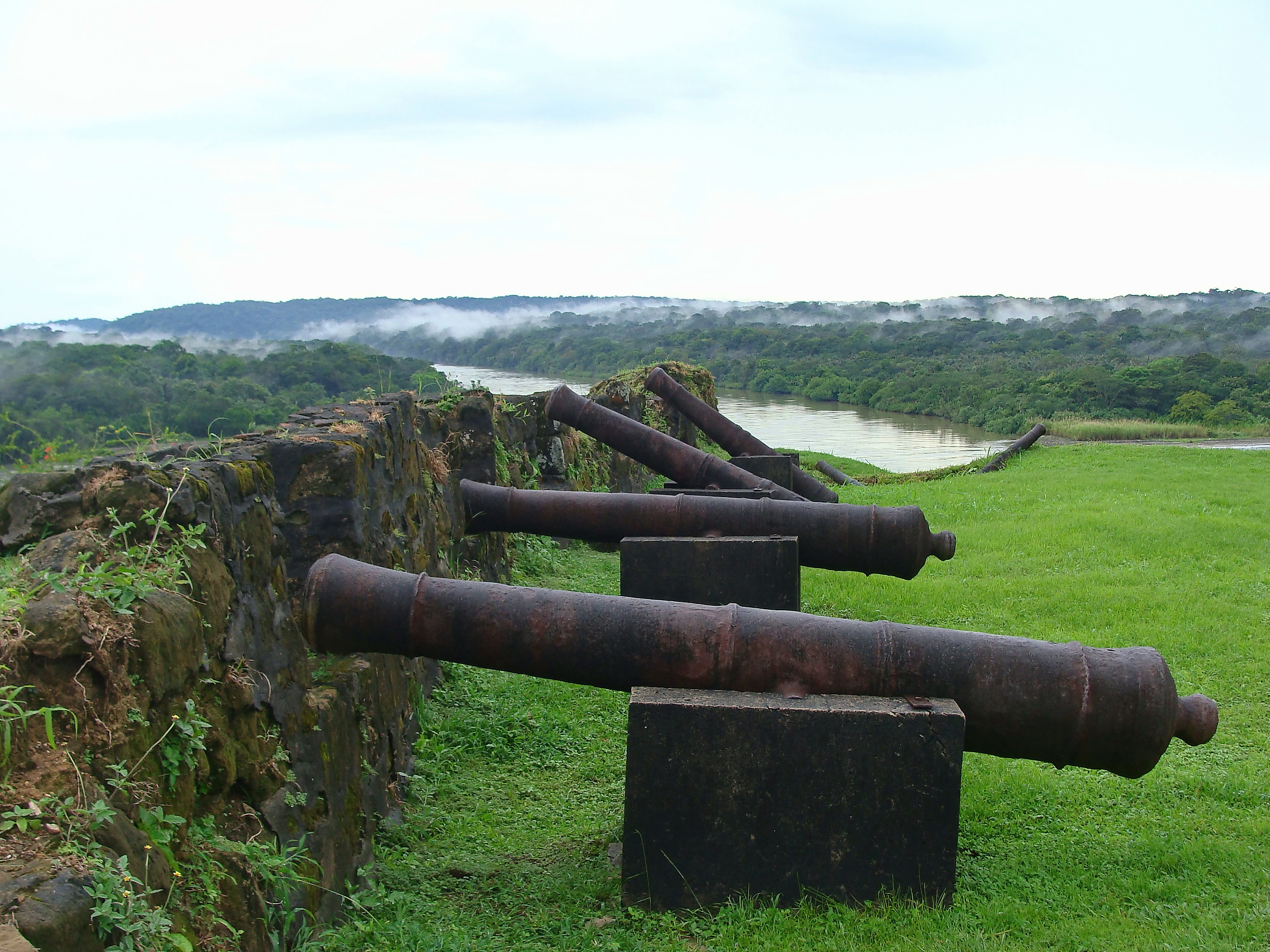
Canons
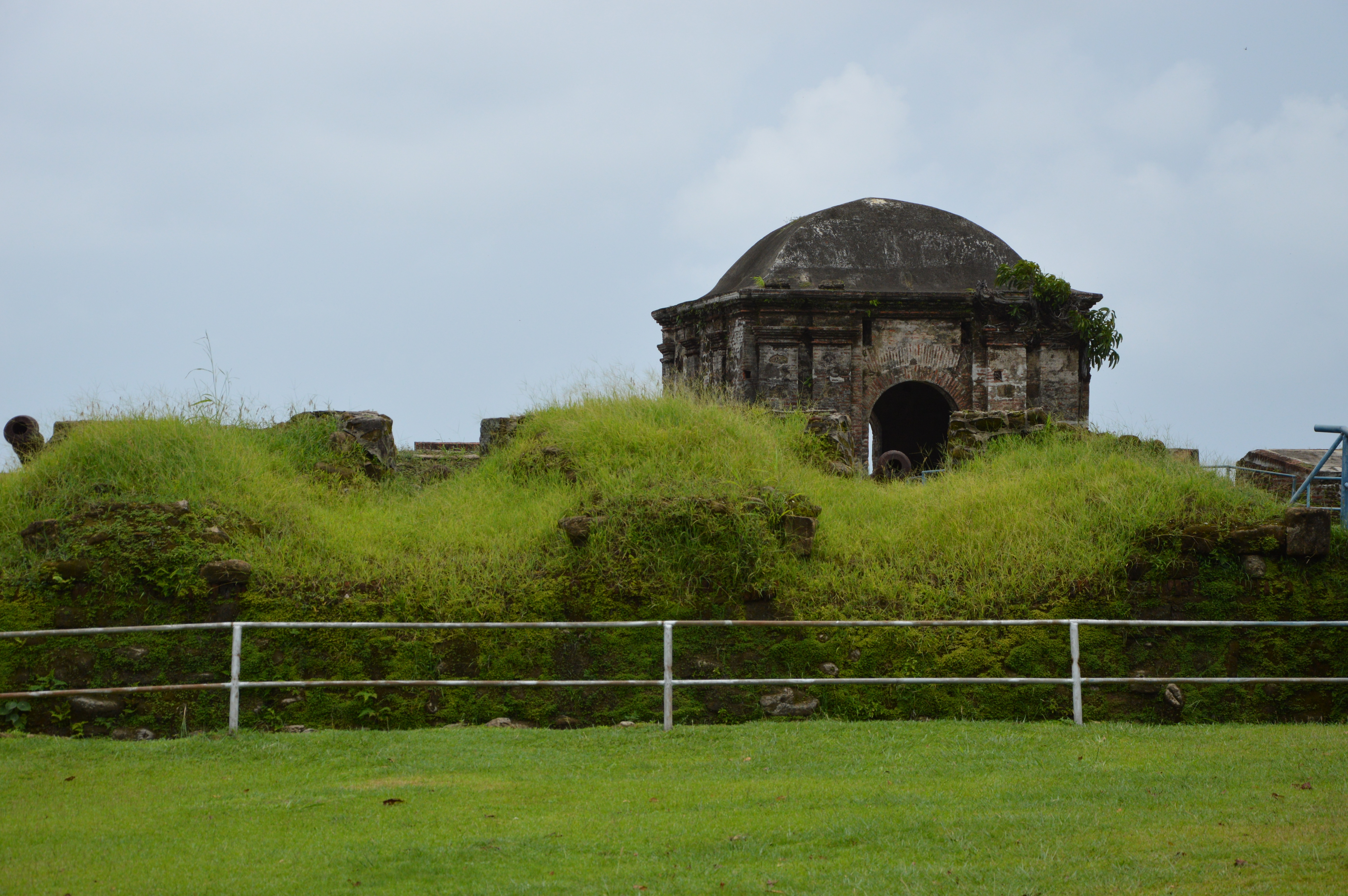
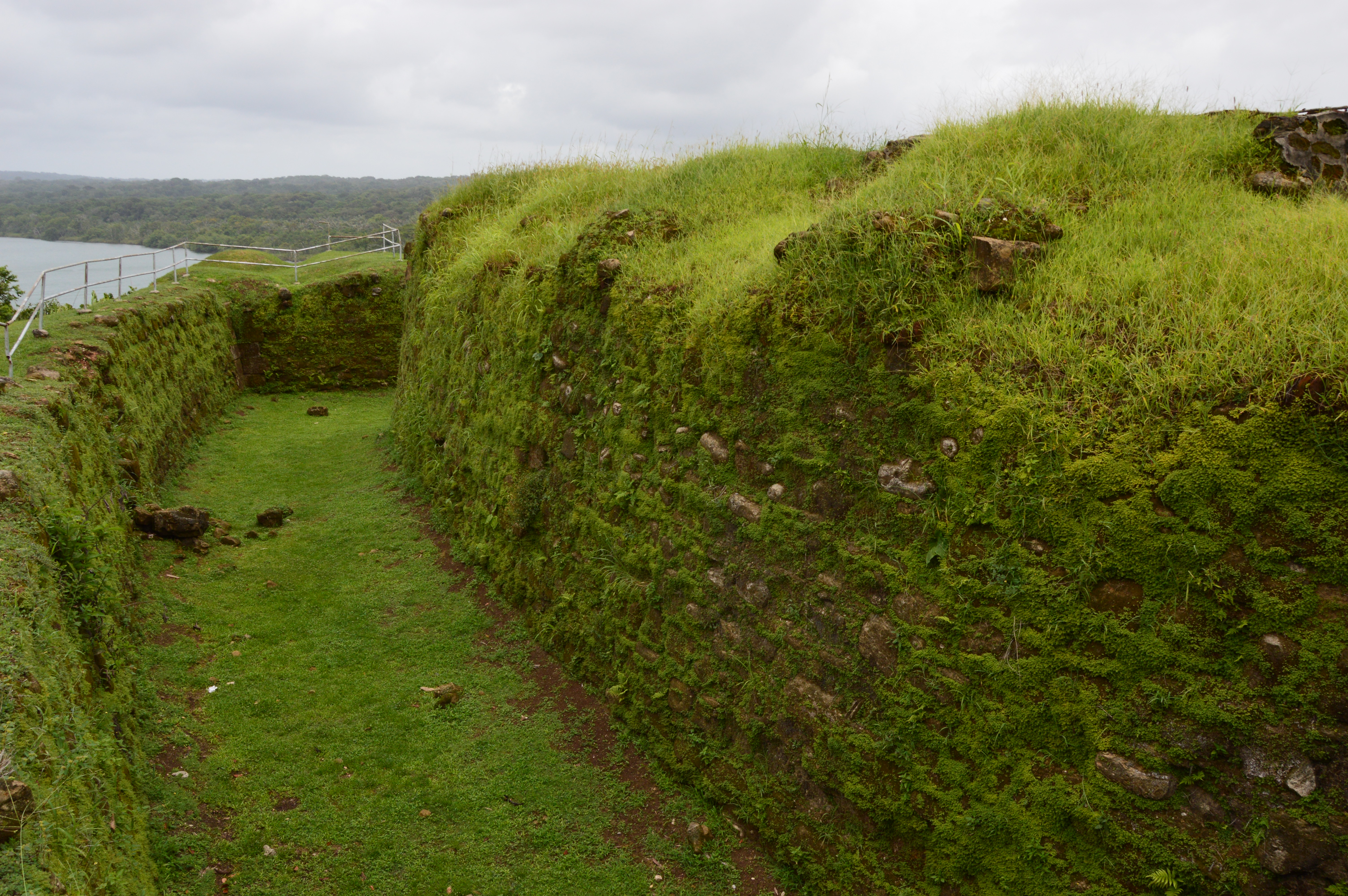
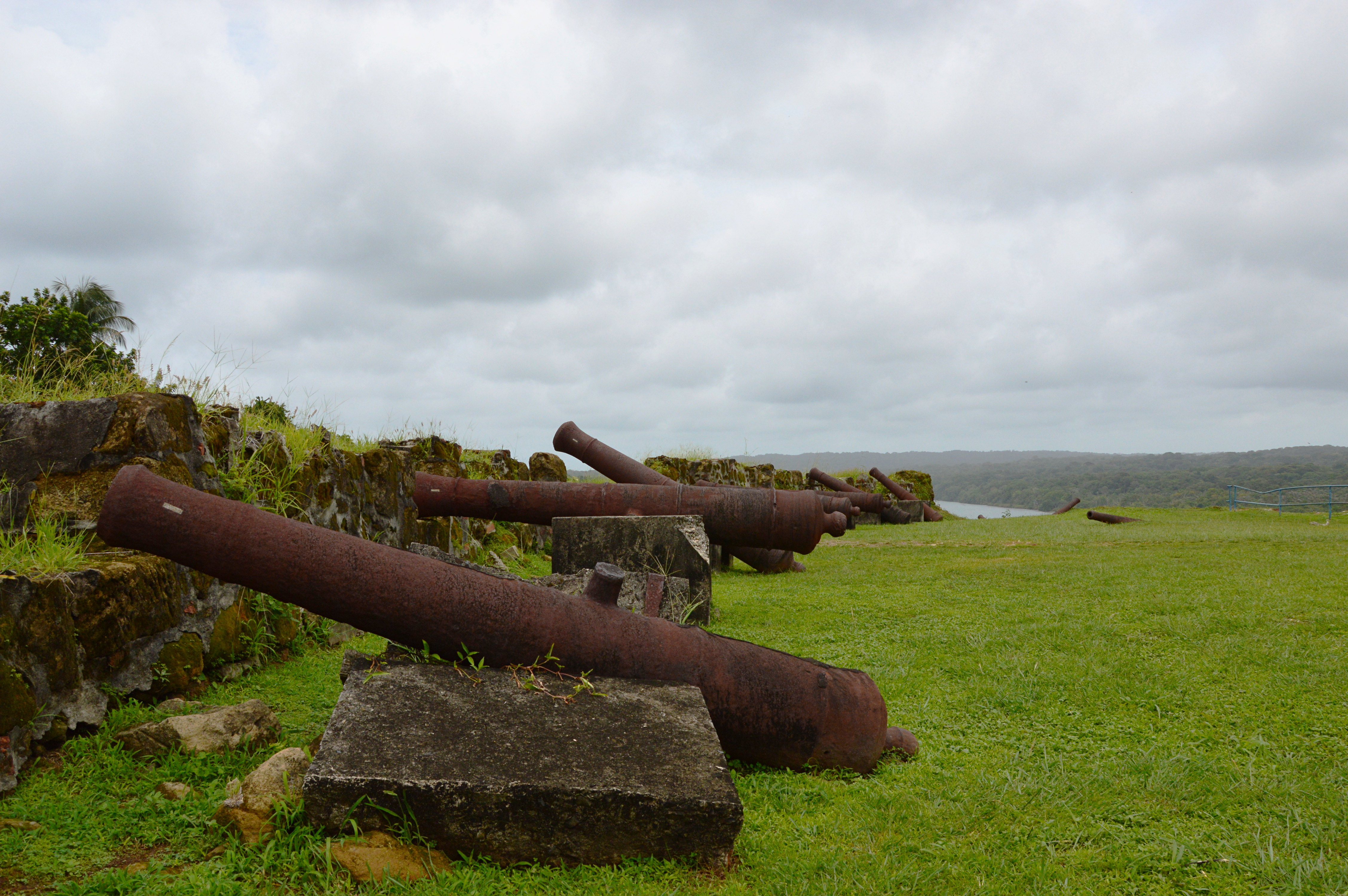
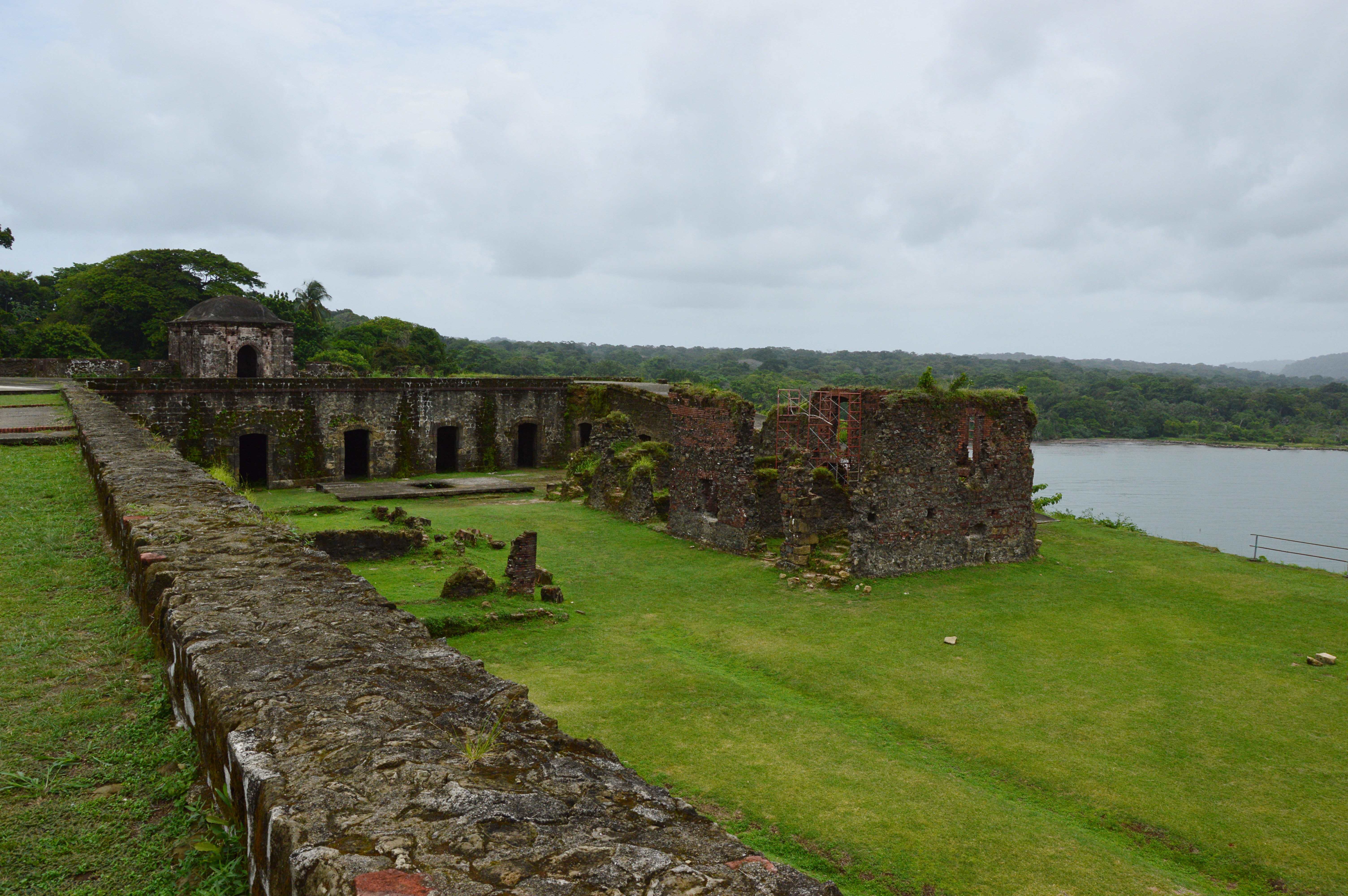
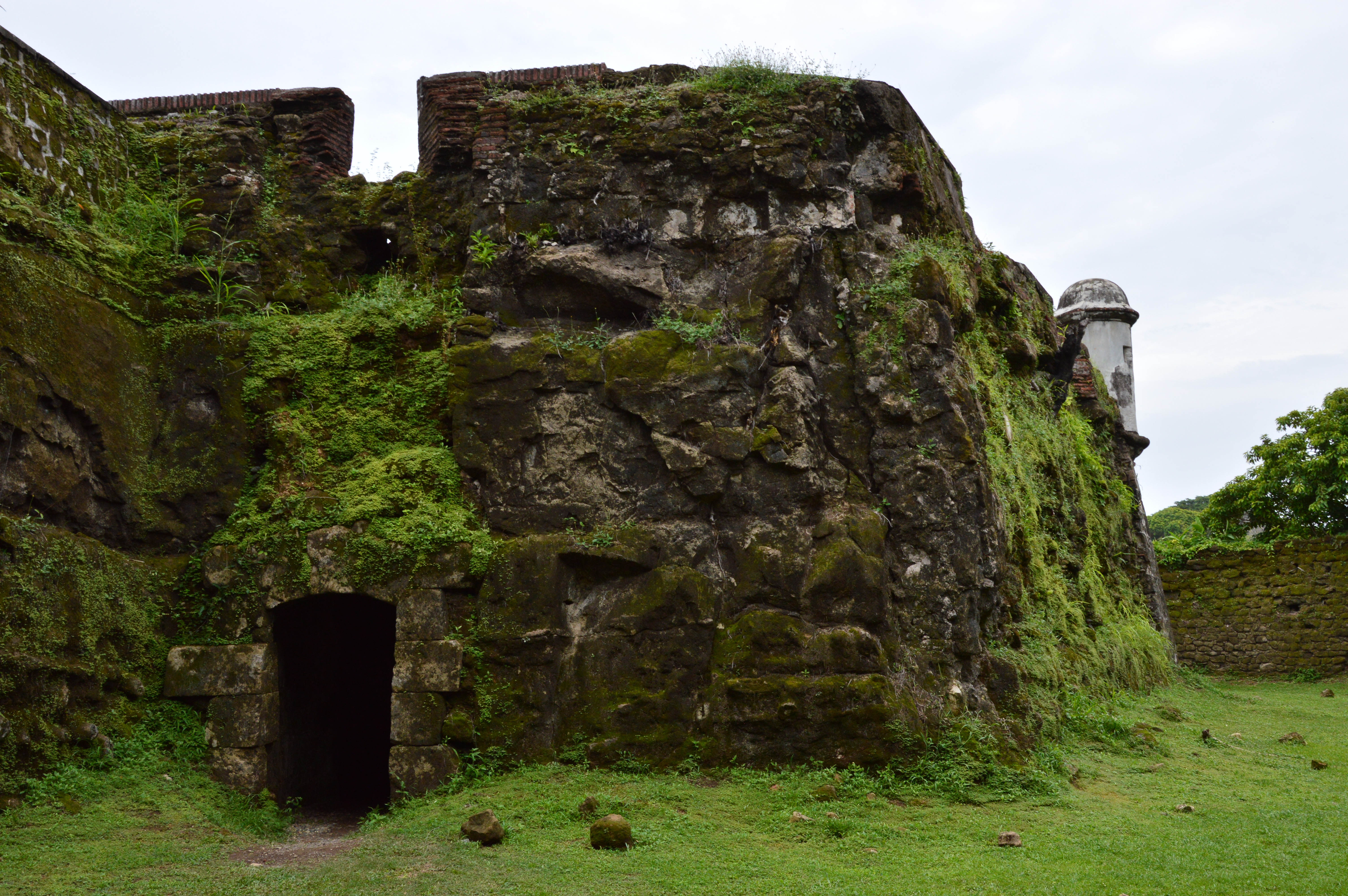
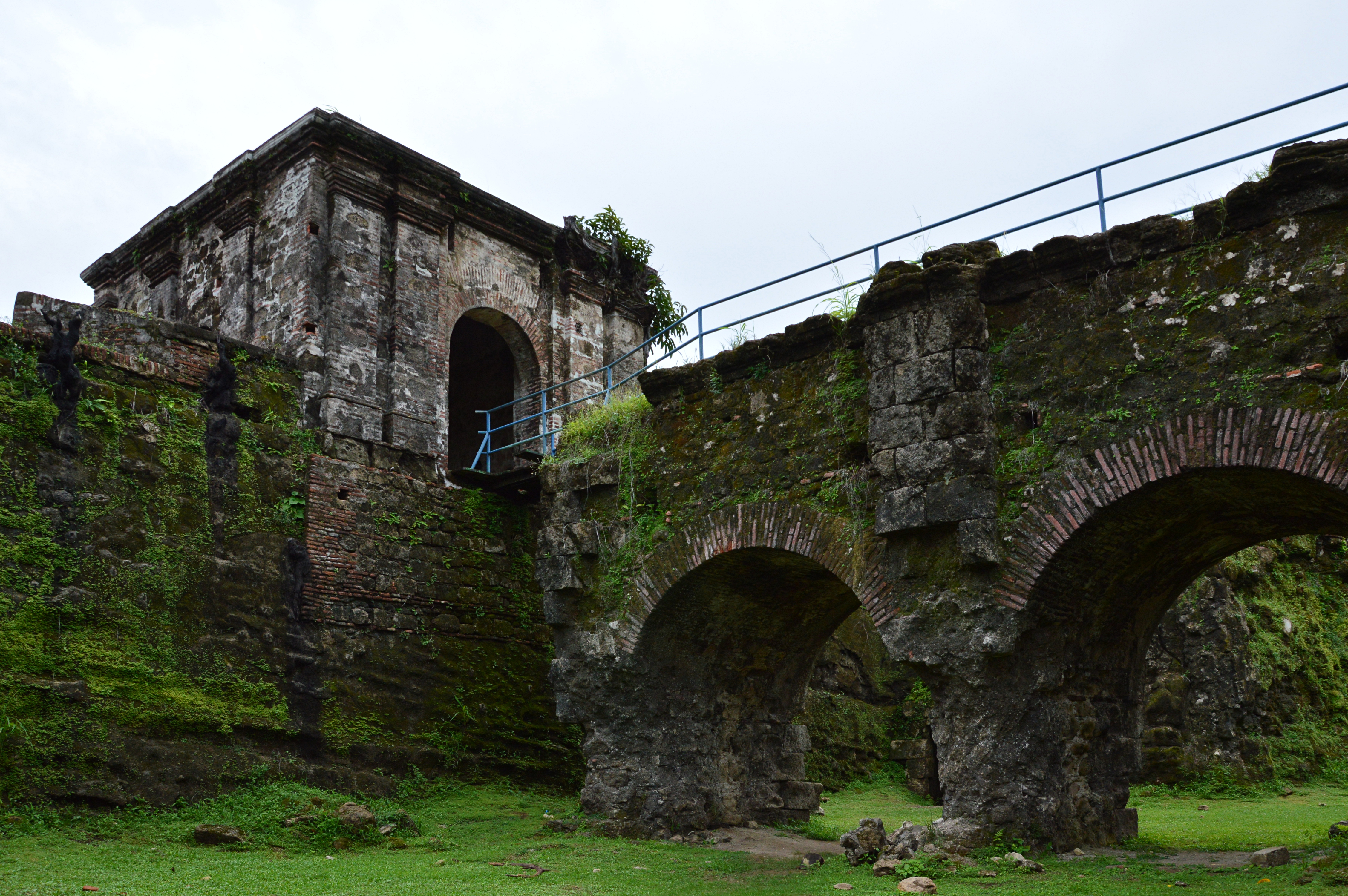
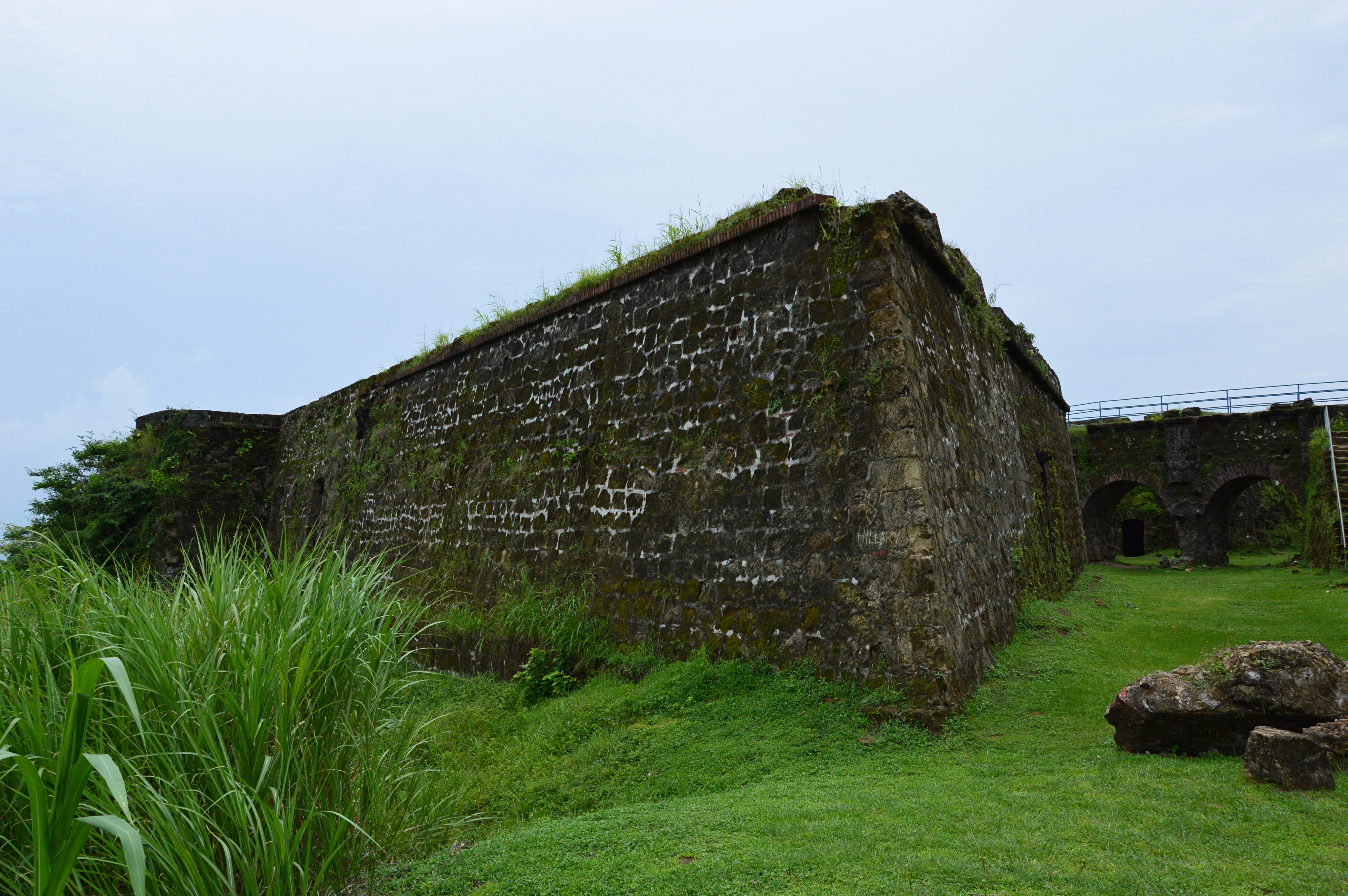
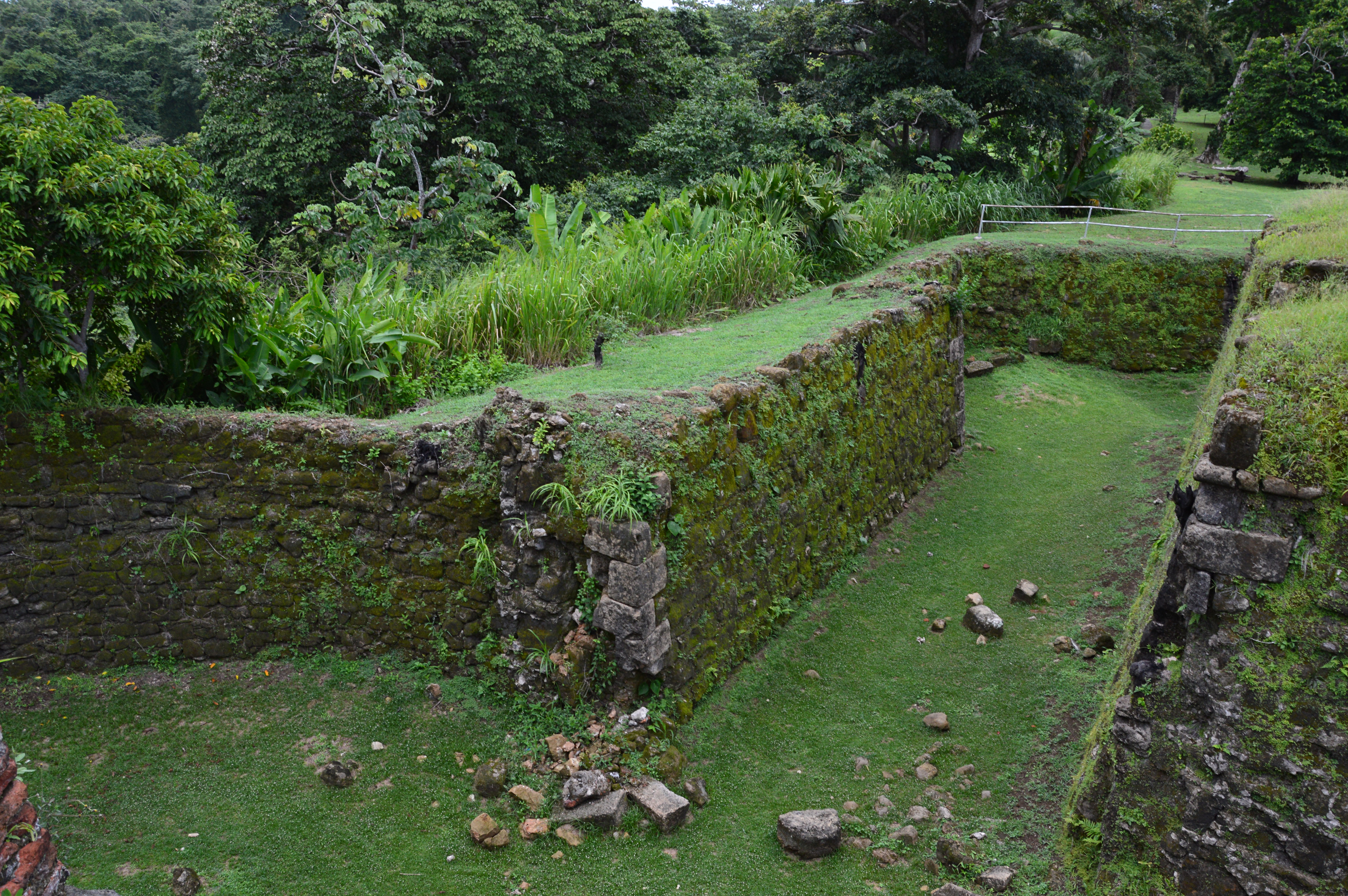